# Paciente sob investigação
Um paciente sob investigação (ou pessoa sob investigação) refere-se a uma pessoa que esteve em contato próximo com uma pessoa com infecção confirmada ou/e pode ter estado num local onde há um surto. Esta pessoa apresenta os sintomas da doença e deve ser testada e submetida a quarentena ou isolamento enquanto aguarda os resultados laboratoriais. É um termo usado por profissionais de saúde na classificação de pacientes durante a avaliação e teste em épocas de surtos de doenças infecciosas.